# 매개변수변환법
매개변수변환법(媒介變數變換法, 영어: variation of parameters)은 비제차 상미분 방정식을 푸는 방법이다.

## 정의
비제차 선형 상미분 방정식은 다음과 같이 표현될 수 있다.
{\displaystyle y^{\left(n\right)}+a_{n-1}y^{\left(n-1\right)}+\cdots +a_{1}y'+a_{0}y=r\left(x\right)}
위의 식은
{\displaystyle y\left(x\right)=y_{h}\left(x\right)+y_{p}\left(x\right)}
와 같은 일반해를 갖게 되는데, 매개변수변환법은 {\displaystyle y_{p}\left(x\right)}를 구하는 방법이다.
{\displaystyle y_{p}\left(x\right)}가 특정 형태를 가질 경우에는 미정계수법으로도 구할 수 있으나 {\displaystyle r\left(x\right)}가 미정계수법 표에 소개된 것과 비슷한 형태를 가질 때만 사용할 수 있는 단점이 있다. 이에 비해 매개변수변환법은 더 일반적으로 적용할 수 있는 장점이 있다.

### 고계 미분 방정식
{\displaystyle n}이 2보다 큰 고계일 때, {\displaystyle y_{p}\left(x\right)}를 구하는 방법은 다음과 같다.
{\displaystyle {\begin{aligned}&y_{p}\left(x\right)=\sum \limits _{k=1}^{n}{y_{k}\left(x\right)\int _{}^{}{{\frac {W_{k}\left(x\right)}{W\left(x\right)}}r\left(x\right)dx}}\\&=y_{1}\left(x\right)\int _{}^{}{{\frac {W_{1}}{W\left(x\right)}}r\left(x\right)dx+\cdots +y_{n}\left(x\right)\int _{}^{}{{\frac {W_{n}\left(x\right)}{W\left(x\right)}}r\left(x\right)dx}}\end{aligned}}}
{\displaystyle W}는 이 함수들의 론스키 행렬식이고, {\displaystyle W_{j}\left(j=1,\cdots ,n\right)}는 {\displaystyle W}의 j번째 열을 열벡터 {\displaystyle \left[{\begin{matrix}0&0&\cdots &0&1\\\end{matrix}}\right]^{T}}로 치환하여 얻어진다.

### 2계 미분 방정식
{\displaystyle n}이 2일 때, {\displaystyle y_{p}\left(x\right)}를 구하는 방법은 다음과 같다.
{\displaystyle y_{p}\left(x\right)=-y_{1}\int _{}^{}{{\frac {y_{2}r}{W}}dx+y_{2}\int _{}^{}{{\frac {y_{1}r}{W}}dx}}}
여기서 {\displaystyle y_{1},y_{2}}는 대응하는 제차 상미분 방정식의 해이고, {\displaystyle W}는 {\displaystyle y_{1},y_{2}}의 론스키 행렬식이다.
{\displaystyle W=y_{1}y_{2}'-y_{2}y_{1}'}